# Thessalos fils d'Hémon
Pour les articles homonymes, voir Thessalos.
Dans la mythologie grecque, Thessalos (en grec ancien Θεσσαλός / Thessalós), fils d'Hémon, régna après son père sur l'Hémonie, à laquelle il aurait laissé son nom (voir Thessalie). Cependant, d'autres traditions mentionnent un autre Thessalos comme éponyme de la Thessalie.

## Biographie
Thessalos est le fils d'Hémon, et après la mort de son père, il monte sur le trône et continue à gouverner la région. Son règne est marqué par des développements significatifs et des contributions à la culture et à l'organisation de la Thessalie.

## Contexte historique
La Thessalie, avant de s'appeler ainsi, portait plusieurs noms différents, tels que Pandore, Pyrrhaia, et Hémonie. Thessalos a joué un rôle crucial dans la transformation de cette région en une entité distincte et reconnue sous le nom de Thessalie.

## Source antique
- Strabon, Géographie [détail des éditions] [lire en ligne] (IX, 5, 23).